# پلی‌کربنات
پلی کربنات (به انگلیسی: Polycarbonate) از خانواده پلیمرهای ترموپلاستیک است؛ و به گستردگی در زمینه‌های قالب سازی و تغییرات حرارتی کاربرد دارد. این نوع پلاستیک‌ها به گستردگی در صنایع شیمیایی نوین کاربرد دارند. از انواع آن می‌توان به پلی کربنات تخت اشاره کرد.
پلی کربنات سخت‌ترین ماده شفافی است که به عنوان گزینه‌ای مناسب به جای شیشه در بخش‌های مختلف ساختمانی مورد استفاده قرار می‌گیرد. رزین پلی کربنات در سال ۱۹۵۳ میلادی توسط دکتر دانیل فاکس در کمپانی جنرال الکتریک پلاستیک ساخته و در سال ۱۹۵۸ به‌طور انبوه برای اولین بار به بازار عرضه گردید. انواع ورق‌های ساخته شده نیز در سال ۱۹۶۸ تولید و روانه بازار شد.
تنوع ساختاری ورق‌های پلی کربنات امکان استفاده از آن را بر روی هر نوع سازه و در جوار هر نوع مصالح ساختمانی به راحتی فراهم نموده‌است و کاربردهای وسیعی را ایجاد می‌کند. تنوع رنگ این ورق، قابلیت سایه‌پذیری و عبور نور آن را به میزان ۳۵ تا ۸۲ درصد امکان‌پذیر می‌نماید که از نظر طراحی و هماهنگی با رنگ سایر مصالح از گستردگی خاص برخوردار می‌باشد. ورق پلی کربنات مسطح، ظاهر مشابه شیشه به ابعاد ۰۵/۳*۰۵/۲ متر تولید می‌گردد. این ورق دارای یک لایه ضد uv برای محافظت در برابر نور آفتاب می‌باشد. می‌توان ورق با دوطرف ضد uv نیز سفارش داد، این ورق در ضخامت‌های ۱۰٬۱۲٬۲٬۳٬۴٬۶٬۸ میلی‌متر تولید می‌شود و علاوه بر بیرنگ (رنگ شیشه‌ای) دارای تمام رنگ‌های اصلی (برنز، آبی، شیری، زرد، قرمز، سبز) است.
این ورق فقط از دو قسمت طول و عرض قابلیت خم شدن دارد، و مزیت آن سبک بودن آن است. کاربرد این ورق در انواع پوشش سقف‌ها، پارکینگ‌ها، سقف کاذب و دیواره‌های سوله و… است.
عوامل جوی مانند طوفان و تگرگ و حوادث طبیعی مانند زلزله از مهم‌ترین عوامل در تعیین و انتخاب مصالح ساختمانی مناسب می‌باشد که با توجه به شفافیت و ضربه پذیری و مقاوم بودن ورق پلی کربنات، استفاده از این ورق در لیست مصالح ساختمانی بیشترین میزان را به خود اختصاص داده‌است.
سبک بودن وزن ورق پلی کربنات علاوه بر عدم تحمیل وزن اضافه به سازه موجود که خود عامل بسیار مهم در مورد مقاومت در برابر زلزله نیز می‌باشد، در حمل و نقل آن نیز نقش به سزایی دارد چه امکان انتقال آن در تعداد بسیار با وزن بسیار کم از هزینه متعلقه و تردد مربوط به آن می‌کاهد.
با توجه به مسئله عدم تبادل حرارتی، کاهش هزینه انرژی در فصول مختلف چشمگیر است که این خود در مناطق سردسیر و گرمسیر یا حتی معتدل با توجه به اهمیت بهینه‌سازی میزان مصرف سوخت و انرژی الکتریکی از مهم‌ترین خصوصیات این ورق می‌باشد.
سر و صدا و مزاحمت حاصل از آن همیشه از عوامل مهم در تأمین فضاهای امن از نظر مزاحمت صوتی بوده‌است. ورق پلی کربنات با ضخامت‌ها و لایه‌های مختلف عامل مؤثر در تأمین اینگونه فضاها است. اشعه ماوراء بنفش به عنوان اشعه سرطان زا مؤثر بر سلامتی موجودات زنده و به عنوان از بین برنده رنگ اجسام شناخته می‌شود در پناه ورق‌های پلی کربنات به علت دارا بودن لایه ضد عبور این اشعه، فضایی سالم و قابل اطمینان ایجاد می‌گردد.
مشکل تمیز نگاه داشتن نماها یا سقف‌های شفاف ساختمان‌ها همیشه وجود داشته که در مورد ورق‌های پلی کربنات با توجه به خصوصیت آنتی استاتیک بودن لایه خارجی آن، گرد و غبار و دوده معلق در هوا جذب سطح ورق نشده و با اولین شستشوی ساده یا باران به راحتی پاکیزه می‌گردد. ضربه پذیری و نشکن بودن ورق پلی کربنات موجب فراهم کردن فضایی عاری از خطر در برابر سقوط اجسام می‌گردد.
به‌طور خلاصه پلی‌کربنات، یک پلیمر ترموپلاستیک، به دلیل خصوصیات منحصربه‌فردش، در بسیاری از صنایع کاربرد دارد. این ماده، سخت، شفاف و سبک است و در برابر ضربه، گرما و اشعه ماوراء بنفش مقاومت بالایی دارد.
از آنجایی که پلی‌کربنات در برابر ضربه مقاوم است و می‌توان آن را به راحتی به شکل‌های مختلفی شکل داد، اغلب به عنوان جایگزین شیشه استفاده می‌شود.
پلی‌کربنات برای اولین بار در سال ۱۸۹۸ کشف شد و در دهه ۱۹۵۰ به یک محصول تجاری تبدیل شد. امروزه، پلی‌کربنات در بسیاری از کاربردها از جمله ساخت قطعات الکترونیکی، قطعات خودرو، عینک، دستگاه‌های پزشکی و تجهیزات ورزشی مورد استفاده قرار می‌گیرد.
همچنین، در صنعت ساخت و ساز، برای ساخت پنجره‌های سقفی، سقف‌ها و شیشه‌های ایمنی استفاده می‌شود.

## خواص پلاستیک‌های پلی کربنات
- قیمت پایین‌تر نسبت به شیشه و پلی کربنات
- ۱۷ برابر مقاومت بیشتر نسبت به شیشه در برابر ضربه
- ۹۲ درصد خاصیت عبور نور
- میزان شفافیت بیشتر نسبت به شیشه
- غیرقابل زرد شدن یا تغییر رنگ در اثر آفتاب
- برش آسان
- سطح براق
- موجود در انواع رنگ‌ها و اندازه‌های مختلف با عرض ۴۸ اینچ تا ۱۰۸ اینچ و طول ۷۲ اینچ تا ۱۹۲ اینچ
- قابل بازیافت
- ۲۵۰ برابر مقاومت بیشتر در برابر ضربه نسبت به شیشه‌ها
- ۳۰ برابر قوی تر از ورق‌های اکریلیک
- موجود بودن انواع مختلف ورق‌های پلی کربنات ضد گلوله
- استحکام و سختی بیشتر
- موجود بودن در انواع گریدهای مختلف
- سطح پایین اشتعال پذیری
- مقاوم در برابر تراشه‌های اسیدی
- مقاوم در برابر تراشه‌ها و سایر مواد شیمیایی مانند ورق‌های بنزینی
- احتمال ترک خوردگی پایین
- استفاده راحت و خم نمودن آسان
- موجود بودن در انواع اندازه‌ها از عرض ۳۸ اینچ تا ۷۵ اینچ و طول از ۷۸ اینچ تا ۱۵۰ اینچ

## تاریخچه پلی کربنات
پلی کربنات اولین بار در سال ۱۸۹۸میلادی توسط آلفرد آینهورن، دانشمند آلمانی شاغل در دانشگاه مونیخ کشف شد. پس از ۳۰ سال تحقیقات آزمایشگاهی، تحقیقات در سال ۱۹۵۳میلادی بسیار مورد توجه قرار گرفته شد، زمانی که هرمان شنل در بایر در اوردینگن آلمان اولین پلی کربنات را به ثبت رساند. نام تجاری «ماکرولون» در سال ۱۹۵۵میلادی برای آن به ثبت رسید.
در سال ۱۹۵۳میلادی و یک هفته پس از اختراع در بایر، دانیل فاکس در جنرال الکتریک در شنکتادی، شهر نیویورک، بیک پلی کربنات شاخه دار را سنتز کرد. هر دو شرکت در سال ۱۹۵۵میلادی برای ثبت اختراعات خود اقدام کردند و توافق کردند که به شرکتی که اولویت ندارد مجوز این فناوری داده شود.
اولویت ثبت اختراع به نفع بایر حل شد و بایر تولید تجاری را با نام تجاری ماکرولون در سال ۱۹۵۸میلادی آغاز کرد. جنرال الکتریک تولید را با نام Lexan در سال ۱۹۶۰میلادی آغاز کرد و در سال ۱۹۷۳میلادی بخش مربوط به این متریال را ایجاد کرد.
پس از گذشت سال‌ها در تاریخ ۱۹۷۰میلادی، رنگ پلی کربنات قهوه ای اصلی به «شیشه شفاف» تغییر یافت.

## صرفه اقتصادی پلی کربنات
از جمله مزیت‌های پوشش پلی کربنات به جای شیشه هزینه کمتر ونیز وزن سبک‌تر آن می‌باشد. همچنین مقاومت بالای آن نسبت به پلاستیک باعث تقاضای روزافزون آن به عنوان پوشش در صنعت گلخانه گردیده‌است. پوشش پلی کربنات اغلب جهت پوشش قسمت‌های جلو، عقب و نیم دایره‌های مربوط یا کناره‌ها و سقف گلخانه درصورت تقاضای مشتری درنظرگرفته می‌شود. ورق‌های پلی کربنات جایگزین مناسبی برای شیشه بوده و باعث صرفه جویی در انرژی می‌شوند. بطوری‌که در تابستان از ورود گرما به داخل جلوگیری کرده و در زمستان مانع خروج و هدر رفتن گرمای داخل می‌شوند.

## معایب
ورق پلی کربنات نیز مانند هر ساخته دست بشر دارای معایبی می‌باشد. علیرغم تمامی محاسن ذکر شده از ورق‌های پلی کربنات، یکی از بارزترین معایب آن را می‌توان به گرمایش بیش از حد فضای زیرین این ورق‌ها خصوصاً در ماه‌های گرم سال اشاره کرد.
در هنگام آتش‌سوزی اگرچه شعله‌ور نمی‌شود ولی دودزا می‌باشد. در کنار شفافیت مشابه شیشه، از مسئله خش پذیری سطح ورق نیز نمی‌توان دوری کرد که خود باعث کدر شدن سطح ورق و خدشه دار شدن دید می‌گردد.
با خصوصیات بسیاری که در این محصول وجود دارد، بهای گران آن اجتناب ناپذیر است، چون بهای ماده اولیه و بخصوص پوشش ضد اشعه ماوراء بنفش خود از ارقام قابل توجه در این امر می‌باشد.
یکی دیگر از معایب پلی کربنات حساسیت این پلیمر به ناچ و سوراخکاری است. در صورتی که پارگی ای در قسمتی از قطعات با جنس پلی کربنات ایجاد شود، احتمال شکست قطعه در آن نقطه بالا می‌رود.
این پلیمر دارای بیسفنول ای می‌باشد که عامل مضر تلقی می‌گردد.

## مشخصات فنی و فیزیکی
ورقهای پلی کربنات کروگیت خاصیت خود خاموش شوندگی دارند؛ و در محدوده دمایی وسیعی از ۴۰- تا ۱۲۰ درجه سانتیگراد کاربرد دارند. همچنین از خواص عالی نوری برخوردارند، مقاومت به ضربه‌ای آن‌ها در حدود ۱۲۰ برابر شیشه معمولی است. دربرابر اغلب مواد شیمیایی و حلال‌ها مقاوم هستند. وزن سبک در حدود ۱/۲ شیشه هم ضخامت آن و حمل و نقل و نصب آسان، مقاومت در برابر شعله کلاس B1، از جمله محاسن آن می‌باشد، همچنین عایق مناسبی برای گرما و صوت می‌باشند.

### ورقهای ساده
- ضخامت ۲ تا ۱۲ میلی‌متر
- حداکثر عرض ۲۰۵۰ میلی‌متر
- طول بنا به درخواست مشتری
- سایز استاندارد: ۳۰۵۰ * ۲۰۵۰ میلی‌متر

### ورقهای چند جداره
- ضخامت ۴–۶ میلی‌متر دوجداره
- ضخامت ۸–۱۰ میلی‌متر دو جداره
- ضخامت ۱۶ میلی‌متر سه جداره
- حداکثر عرض ۲۱۰۰ میلی‌متر

## ویژگی صفحات پلی کربنات

### خواص شیمیایی
ورق‌های پلی کربنات در درجه حرارت اتاق، و در مقابل اسیدهای الی و معدنی، روغن‌ها و محلول نمک‌های خنثی، هیدروکربن‌های آلیفاتیک و الکل‌ها مقاوم می‌باشند. مقاومت شیمیایی این ورق‌ها در مقابل بسیاری از مواد پاک‌کننده درزگیرها و چسب‌های موجود در بازار با توجه به نتایج آزمایش‌های متعدد محرز گردیده‌است.

### مقاومت در برابر ضربه و خراش
مقاومت ضربه‌ای ورق‌های پلی کربنات ۲۵۰ برابر شیشه هم ضخامت با آن می‌باشد. انواع ورقهای پلی کربنات در برابر خش و خراش در شرایط بسیار سخت آزمون، مقاومتی نزدیک به شیشه از خود نشان می‌دهد.

### مقاومت در برابر کشش و خمش (انعطاف‌پذیری)
مقاومت کششی ورق‌های پلی کربنات بیش از ۷۰ نیوتن بر میلی‌متر مربع (N/mm²) در حد تسلیم فیزیکی این ورقها می‌باشد، مقاومت خمشی این ورقها در حدود ۲۵۰۰ نیوتن بر میلی‌متر مربع (N/mm²) می‌باشد که از مقاومت مطلوبی به‌شمار می‌روند.

### عایق حرارتی و صرفه جویی در مصرف انرژی
ورق‌های پلی کربنات نور خورشید را جذب و در نتیجه هزینه تهویه مطبوع را در فصل گرما کاهش می‌دهند این ویژگی در زمستان نیز باعث صرفه جویی در مصرف سوخت شده و به دلیل خاصیت عایقی بهتر نسبت به شیشه، سالیانه می‌توان به میزان ۳۰ لیتر سوخت مایع به ازاء هر متر مربع صرفه جویی نمود.

### خود خاموشی و اشتعال ناپذیری
ورق‌های پلی کربنات آتش نمی‌گیرد، شعله‌ور نمی‌شود و در دمای بالای حریق به آرامی ذوب می‌شود و مانع گسترش آتش شده و به صورت خود به خودی خاموش می‌شود.

### مقاومت در برابراشعه ماوراء بنفشUV و سایر شرایط جوی
این محصول به دلیل دارا بودن پوشش ضد اشعه ماوراء بنفش UV در مقابل این اشعه از مقاومت بسیار بالایی برخوردار بوده و رنگ آن در اثر تابش اشعه خورشید تغییر نمی‌کند و ویژگی شفافیت خود را در مدت زمان طولانی حفظ می‌کند.

## فرآیند تولید ورق پلی اتیلن با پلی کربنات:

### ۱. مواد اولیه:
– پلی‌ اتیلن چگالی بالا (HDPE) یا پلی‌اتیلن چگالی پایین (LDPE) به عنوان مواد اولیه استفاده می‌شوند.
– افزودنی‌ها و رنگ‌های مختلف برای ارتقاء ویژگی‌های ورق اضافه می‌شوند.

### ۲. فرآیند تولید:
۱٫ **پلیمریزاسیون:** در این مرحله، مواد اولیه تولید ورق پلی‌ اتیلن (به همراه افزودنی‌ها اگر مورد نیاز است) در یک رآکتور تحت شرایط دما و فشار مناسب به عنوان یک مذاب گرم می‌شوند.
۲٫ **فرآیند اکسترودر:** مذاب پلی‌اتیلن به شکل یک ورق نازک و پیوسته از دهانه‌ی یک دستگاه به نام اکسترودر عبور می‌کند. این اکسترودر یک واحد پیچشی دارد که به دور از دما نگه داشته می‌شود تا پلی‌اتیلن به شکل ورق شکل پذیرد.
۳٫ **سرد کردن:** ورق‌های گرمای تولید شده توسط اکسترودر را به آرامی خنک می‌کنند تا به دمای اتاق برسند.
۴٫ **قطع و بسته‌بندی:** ورق‌های پلی‌اتیلنی سرد شده به اندازه‌های مورد نظر برش داده می‌شوند و سپس بسته‌بندی می‌شوند.

## موارد مصرف
در صنایع اتومبیل جهت تزئینات داخلی خودرو، ساخت داشبورد و متعلقات آن، ساخت سپر و پانل‌های داخلی و شیشه‌های چراغ اتومبیل‌های مدرن، در صنعت تولید هولوگرام در مرحلهٔ ریکمباین در ساخت مستر شیم نیکلی، در صنایع بهداشتی و پزشکی جهت ساخت بطری‌های شفاف برای بسته‌بندی مواد غذایی و داروئی، ساخت انواع عینک‌های طبی و صنعتی و همچنین تهیه لنزهای چشمی در رنگ‌های مختلف، لوازم دیالیز، آندوسکوپی و انتقال خون و ساخت آمپول بدون سوزن، در صنایع برق و کامپیوتر جهت ساخت کانکتورهای الکتریکی، لوازم الکتروتکنیک، ساخت دیسک‌های فشرده(DVD,CD) تزئینات و پوشش کامپیوترها، و در صنایع ایمنی جهت ساخت کلاه ایمنی، عینک‌های ایمنی، ماسک‌های گاز و پوشش‌های محافظ و همچنین در صنایع نظامی جهت ساخت شیشه‌های مقاوم جلوی هواپیماهای شکاری و ساخت شیشه‌های ضدگلوله کاربرد دارد. به دلیل اینکه رنگ پذیری کمی دارد، پارچ مخلوط کن‌ها را نیز با این مواد می‌سازند.
از جمله استفاده از این ورق‌ها می‌توان برای پوشش استخرهایی اشاره کرد که در معرض تابش آفتاب و آلودگی و زباله قرار می‌گیرند اشاره کرد که علاوه بر زیبایی برای محیط استخر پوششی مناسب در برابر این عوامل است.
مورد دیگر استفاده این ورق‌ها برای سقف‌های متحرک و ثابت است که بسیار مورد توجه قرار دارند از جمله استفاده در سقف‌های سایبان خودروها که مداوم در برابر آسیب‌های زیادی قرار دارند از جمله سقوط اشیا تابش آفتاب، سقف متحرک استخر و …
استحکام سقف‌های پلی کربنات بسیار بالا است و شفافیت، وزن پایین و انعطاف پذیری از ویژگی‌های آنها است. این سقف به عنوان یک جایگزین بسیار مناسب برای سقف‌های فلزی، سیمانی و آجری محسوب می‌شود. این ورق‌ها از امنیت بالایی برخوردارند و استحکام بالایی دارند و در برابر زلزله و طوفان مستحکم می‌باشند.

## روش تولید
بخش‌های مختلف واحد تولید پلی کربنات
1. سنتز پلی کربنات
2. شستشوی محلول پلی کربنات
3. بازیافت حلال
4. تبخیر و گرانول سازی
5. تصفیه اولیه گازهای خروجی
6. ایستگاه دمنده‌ها و مخازن میانی محصول پلی کربنات
7. بسته‌بندی و انبار محصول پلی کربنات
8. قسمت آلیاژسازی پلی کربنات و بسته‌بندی و انبار محصول آلیاژ شده

### مسیر فسژن
ماده اصلی پلی کربنات از واکنش بیسفنول A (BPA) و COCl فسژن تولید می‌شود.

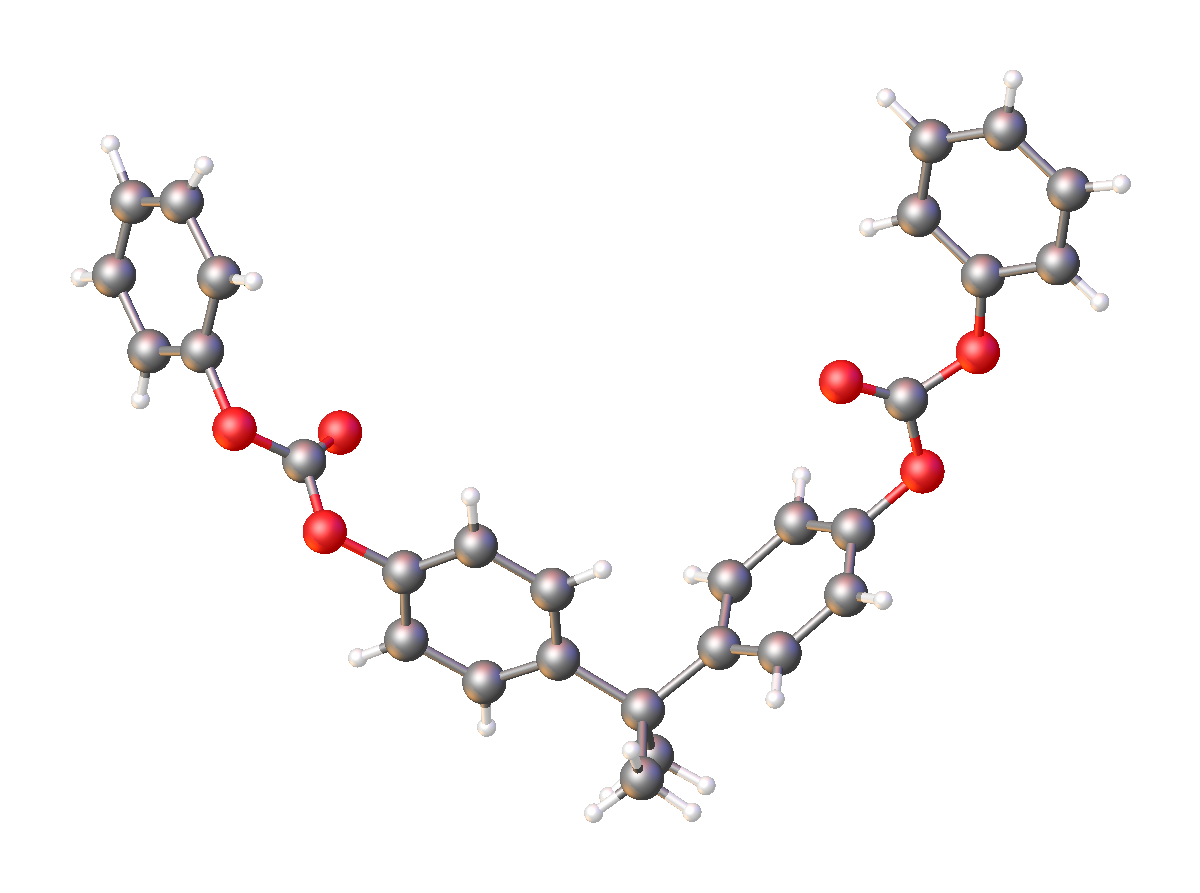
ساختار دی کربنات (PhOC(O)OC _{6} H _{4}) _{2} CMe _{2} مشتق شده از bis(phenol-A) و دو معادل فنل. این مولکول یک زیر واحد از یک پلی کربنات معمولی مشتق شده از bis(phenol-A) را منعکس می‌کند.

اولین مرحله از سنتز شامل تصفیه بیسفنول A با هیدروکسید سدیم است که گروه‌های هیدروکسیل بیسفنول A را از پروتونه خارج می‌کند.
(HOC 6 H 4) 2 CMe 2 + 2 NaOH → Na 2 (OC 6 H 4) 2 CMe 2 + 2 H 2 O
دی فن اکسید (Na 2 (OC 6 H 4) 2 CMe 2) با فسژن واکنش می‌دهد و کلروفرمات می‌دهد که متعاقباً توسط فن اکسید دیگری مورد حمله قرار می‌گیرد. واکنش خالص دی فن اکسید به صورت زیر است:
Na 2 (OC 6 H 4) 2 CMe 2 + COCl 2 → 1/n [OC(OC 6 H 4 ) 2 CMe 2] n + 2 NaCl
به این ترتیب سالانه تقریباً یک میلیارد کیلوگرم پلی کربنات تولید می‌شود. بسیاری از دیول‌های دیگر به جای بیسفنول A آزمایش شده‌اند، به عنوان مثال ۱٬۱-بیس (۴-هیدروکسی فنیل) سیکلوهگزان و دی هیدروکسی بنزوفنون. سیکلوهگزان به عنوان یک کومونومر برای سرکوب تمایل کریستالیزاسیون محصول مشتق شده از BPA استفاده می‌شود. تترابرومبیسفنول A برای افزایش مقاومت در برابر آتش استفاده می‌شود. تترمتیل سیکلوبوتاندیول به عنوان جایگزینی برای BPA ساخته شده‌است.

### مسیر ترانس استریفیکاسیون
یک مسیر جایگزین برای پلی کربنات‌ها مستلزم ترانس استری شدن از BPA و دی فنیل کربنات است:
(HOC 6 H 4) 2 CMe 2 + (C 6 H 5 O) 2 CO → 1 / n [OC(OC 6 H 4 ) 2 CMe 2] n + 2 C 6 H 5 OH [۶]

## موارد کاربرد

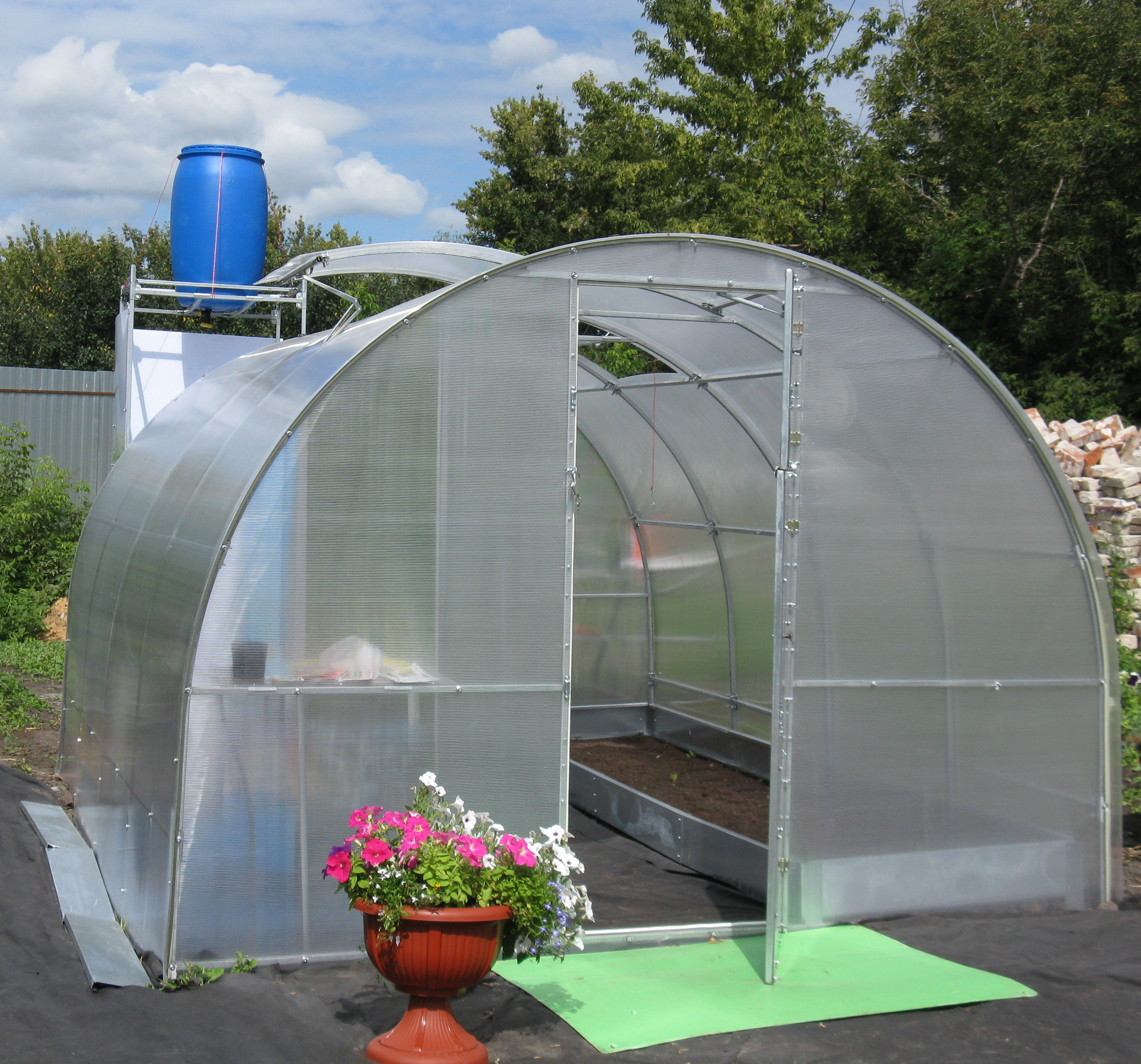
چاپ سه بعدی

### ساختمان سازی
دومین مصرف‌کننده پلی کربنات، صنعت ساخت و ساز است، به عنوان مثال برای نورهای گنبدی، شیشه‌های تخت یا منحنی، ورق‌های سقف و دیوارهای صوتی. از پلی کربنات‌ها برای ایجاد مواد مورد استفاده در ساختمان‌ها استفاده می‌شود که باید بادوام اما سبک باشند.

### چاپ سه بعدی
پلی کربنات‌ها به‌طور گسترده در چاپ سه بعدی FDM مورد استفاده قرار می‌گیرند و محصولات پلاستیکی قوی با دوام با نقطه ذوب بالا تولید می‌کنند. چاپ پلی کربنات برای علاقه مندان عادی در مقایسه با ترموپلاستیک‌هایی مانند پلی لاکتیک اسید (PLA) یا آکریلونیتریل بوتادین استایرن (ABS) نسبتاً دشوار است زیرا نقطه ذوب بالا، مشکل در چسبندگی بستر چاپ، تمایل به تاب برداشتن در حین چاپ و تمایل به جذب رطوبت است. در محیط‌های مرطوب با وجود این مسائل، چاپ سه بعدی با استفاده از پلی کربنات‌ها در جامعه حرفه ای رایج است.

### کاربرد پزشکی
بسیاری از گریدهای پلی کربنات در کاربردهای پزشکی استفاده می‌شوند و با استانداردهای ISO 10993-1 و USP کلاس VI مطابقت دارند (که گاهی اوقات به عنوان PC-ISO نامیده می‌شود). کلاس VI از بین شش رتبه‌بندی USP دقیق‌ترین است. این گریدها را می‌توان با استفاده از بخار در دمای ۱۲۰ درجه سانتی گراد، تابش گاما یا با روش اکسید اتیلن (EtO) استریل کرد. Dow Chemical تمام پلاستیک‌های خود را با توجه به کاربردهای پزشکی محدود می‌کند. پلی کربنات‌های آلیفاتیک با زیست سازگاری و تجزیه پذیری بهبود یافته برای کاربردهای نانوپزشکی توسعه یافته‌اند.

### تلفن همراه
برخی از تولیدکنندگان گوشی‌های هوشمند از پلی کربنات استفاده می‌کنند. نوکیا در سال ۲۰۱۱میلادی از پلی کربنات در گوشی‌های خود استفاده کرد. شرکت سامسونگ در سال ۲۰۱۲میلادی استفاده از پلی کربنات را برای پوشش باتری تلفن‌های همراه خود با مارک Hyperglaze Galaxy S III آغاز کرد. این رویه در گوشی‌های مختلف سری گلگسی سامسونگ ادامه دارد. شرکت اپل در سال ۲۰۱۳میلادی استفاده از پلی کربنات را برای گوشی آیفون 5C آغاز کرد.

### قطعات الکترونیکی
پلی کربنات عمدتاً برای برنامه‌های الکترونیکی استفاده می‌شود که از ویژگی‌های ایمنی جمعی آن استفاده می‌کنند. یک عایق الکتریکی خوب با خواص مقاوم در برابر حرارت و مقاوم در برابر گرما بود، در محصولات مرتبط با سیستم‌های قدرت و سخت‌افزار مخابراتی استفاده می‌شود. می‌تواند به عنوان دی الکتریک در خازن‌های با پایداری بالا عمل کند. تولید تجاری خازن‌های پلی کربنات عمدتاً پس از توقف تولید انحصاری Bayer AG از ساخت فیلم پلی کربنات با درجه خازن در پایان سال ۲۰۰۰میلادی متوقف شد.

### ذخیره‌سازی داده
سی دی و دی وی دی یک بازار عمده پلی کربنات تولید دیسک‌های فشرده، دی وی دی و دیسک‌های بلوری است. این دیسک‌ها با قالب‌گیری تزریقی پلی کربنات در یک حفره قالب تولید می‌شوند که در یک طرف آن یک مهره فلزی حاوی تصویر منفی از داده‌های دیسک است، در حالی که طرف دیگر قالب یک سطح آینه‌ای است. محصولات معمولی تولید ورق/فیلم شامل برنامه‌های کاربردی در تبلیغات (علائم، نمایشگرها، محافظت از پوستر) است.
نحوه عملکرد این ورق‌ها به گونه‌ای است که در تابستان خصوصاً در مرداد ماه که خورشید به صورت کاملاً عمود می‌تابد، این ورق‌ها با بازگرداندن مقدار قابل توجهی از نور خورشید از گرمایش بیش از حد محیط زیرین جلوگیری می‌کند و در سایر فصول نسبت به تغییر زاویه تابش خورشید، میزان گذر نور و گرما نیز تغییر می‌کند، به‌طوری‌که در فصل زمستان که خورشید کاملاً مایل می‌تابد، بیشترین گذر نور از سطح فوقانی به فضای داخل را ممکن می‌سازد.

## پلی کربنات کروگیت
پلی کربنات کروگیت چند جداره به لحاظ ساختاری محصولی مستحکم و مقاوم در برابر فشارها، ضربات و تحمل وزن بالا است و جهت بهینه‌سازی مصرف انرژی و صرفه جویی اقتصادی روانه بازار شد. با توجه به ویژگی عبوردهی نور و مقاومت بالا در برابر عوامل جوی، محصول جدیدی به نام ورق‌های پلی کربنات کروگیت تولید شد. این ورق‌ها دارای خواص ویژه مکانیکی، انعطاف، وزن سبک، ایمنی بالا و نصب آسان می‌باشد.
ورق‌های پلی کربنات کروگیت در اشکال و رنگ‌های مختلف مانند شفاف، یخی، گالشی و مشجر تولید می‌شود.
یک طرف ورقهای کروگیت با فیلم محافظ سطحی پوشانده می‌شود و بر روی آن سطح ورق که دارای لایه مقاوم دربرابر اشعه uv می‌باشد مطالبی در مورد نحوه نصب و نگهداری ورق چاپ شده‌است. ورقهای پلی کربنات کروگیت خاصیت خود خاموش شوندگی دارند؛ و در محدوده دمایی وسیعی از ۵۰- تا ۱۲۰ + درجه سانتیگراد کاربرد دارند. همچنین از خواص عالی نوری برخوردارند، مقاومت به ضربه‌ای آن‌ها در حدود ۱۲۰ برابر شیشه معمولی است. دربرابر اغلب مواد شیمیایی و حلال‌ها مقاوم هستند. وزن سبک در حدود ۲/۱ شیشه – هم ضخامت آن و حمل و نقل و نصب آسان، مقاومت در برابر شعله کلاس B1، از جمله محاسن آن می‌باشد، همچنین عایق مناسبی برای گرما و صوت می‌باشند.